# Hedonizm
Hedonizm (gr. ἡδονή hedone – „przyjemność, rozkosz”) – pogląd, doktryna, uznająca przyjemność, rozkosz za najwyższe dobro i cel życia, główny motyw ludzkiego postępowania.

## Pojęcie
Często mylone z epikureizmem, gdzie unikanie cierpienia i bólu jest głównym warunkiem osiągnięcia szczęścia.
Wyróżnia się:
- hedonizm etyczny[2]
- hedonizm psychologiczny[4]
- hedonizm materialistyczny (hedonistyczny materializm, konsumpcjonizm, konsumeryzm)[5][6]

Hedonizmem etycznym nazywamy takie poglądy, zgodnie z którymi ludzie powinni zmierzać do szczęścia (cudzego lub swojego), bowiem jest to „etycznie dobre”. Hedonizm psychologiczny głosi, iż ludzie pragną szczęścia, nie mówi nic jednak co do sposobu (oraz rodzaju) jego osiągnięcia. Hedonizm materialistyczny dopatruje się najwyższej lub jedynej wartości w gromadzeniu i zużywaniu dóbr materialnych.
Najstarszą formą hedonizmu jest hedonizm cyrenejski. Jego cechy to:
- liczy się tylko szczęście „prywatne”, czyli tzw. egoizm indywidualny (doznania innych ludzi są niepoznawalne).
- szczęście można osiągnąć poprzez chwilowe przyjemności.
- to, co nazywamy „długotrwałym szczęściem” jest przewagą przyjemności nad bólem.
- szczęście jest aktywne, tj. jest stanem czynnym umysłu/ducha/duszy, nie polega natomiast na braku cierpienia.
- ważne są doznania teraźniejsze. To, co było ani to, co będzie, nie ma znaczenia.
- szczęście musi współgrać z rozumem a osiągalne z radością jest możliwe tylko wtedy, gdy nad nim panujemy. Możemy odstąpić szczęścia bez żalu i bólu.

Hedonizm prezentowany był przez przedstawicieli szkoły filozoficznej założonej w IV wieku p.n.e. przez ucznia Sokratesa,  Arystypa z Cyreny. Później nastąpiły wypaczenia doktryny hedonizmu i szkoła przestała istnieć w III w. p.n.e.
Formą „ewolucyjną” innej odmiany hedonizmu jest utylitaryzm, rozwijany przez brytyjskich filozofów Jeremy’ego Benthama i Johna Stuarta Milla: szczęście wielu ludzi jest ważniejsze niż szczęście jednostkowe; szczęście natychmiastowe powinno zostać „odłożone”, jeśli prowadzi to do większego szczęścia w przyszłości.